# Tam, gdzie żyją dzikie stwory
Tam, gdzie żyją dzikie stwory (org. Where the Wild Things Are) – amerykańska książka dla dzieci napisana w 1963 roku przez Maurice'a Sendaka; po raz pierwszy została wydana przez wydawnictwo Harper & Row. Dane wydawnictwa HarperCollins podają, że na świecie sprzedało się ponad 19 milionów egzemplarzy tej książki. W Polsce ukazała się w maju 2014 roku nakładem wydawnictwa Dwie Siostry.
W 2009 roku książka została zekranizowana (polski tytuł: Gdzie mieszkają dzikie stwory); budżet filmu wyniósł około 100 milionów dolarów. Film był recenzowany m.in. w gazecie The New York Times.

## Fabuła
Książka opowiada historię ośmioletniego Maxa, który pewnego popołudnia spłatał parę brzydkich psikusów. Za karę jego matka zabroniła synowi jeść obiad i kazała mu iść do swojego pokoju. Tam chłopiec wyobraził sobie dziki las i morze, po którym pożeglował do krainy dzikich stworów (ang. land of the Wild Things). Dzikie stwory były przerażające, ale nie mogły zmierzyć się z niesamowitą mocą Maxa - patrzeniem w oczy bez mrugania, dzięki czemu został ich królem. Czuł się tam jednak bardzo samotny, przez co postanowił wrócić do swojej sypialni. Czekała tam na niego wciąż ciepła potrawa, którą matka zrobiła na kolację.